# Liste der Baudenkmale in Brest (Niedersachsen)
In der Liste der Baudenkmale in Brest sind alle Baudenkmale der niedersächsischen Gemeinde Brest aufgelistet. Die Quelle der  Baudenkmale ist der Denkmalatlas Niedersachsen. Der Stand der Liste ist der 9. Oktober 2020.

## Allgemein
In den Spalten befinden sich folgende Informationen:
- Lage: die Adresse des Baudenkmales und die geographischen Koordinaten. Kartenansicht, um Koordinaten zu setzen. In der Kartenansicht sind Baudenkmale ohne Koordinaten mit einem roten Marker dargestellt und können in der Karte gesetzt werden. Baudenkmale ohne Bild sind mit einem blauen Marker gekennzeichnet, Baudenkmale mit Bild mit einem grünen Marker.
- Bezeichnung: Bezeichnung des Baudenkmales
- Beschreibung: die Beschreibung des Baudenkmales. Unter § 3 Abs. 2 NDSchG werden Einzeldenkmale und unter § 3 Abs. 3 NDSchG Gruppen baulicher Anlagen und deren Bestandteile ausgewiesen.
- ID: die Objekt-ID des Baudenkmales
- Bild: ein Bild des Baudenkmales, ggf. zusätzlich mit einem Link zu weiteren Fotos des Baudenkmals im Medienarchiv Wikimedia Commons. Wenn man auf das Kamerasymbol klickt, können Fotos zu Baudenkmalen aus dieser Liste hochgeladen werden:

## Brest

### Einzelbaudenkmale
| Lage                                        | Bezeichnung               | Beschreibung | ID       | Bild |
| ------------------------------------------- | ------------------------- | --- | -------- | ---- |
| Bahnhofsallee 53° 27′ 39″ N, 9° 22′ 51″ O   | Empfangsgebäude           | Bahnhof Brest | 30902896 |      |
| Bahnhofsallee 53° 27′ 39″ N, 9° 22′ 55″ O   | Bahnhofsallee             | Bahnhof Brest | 30903058 | BW   |
| Rehfingerstraße 5 53° 27′ 5″ N, 9° 23′ 2″ O | Wohn-/ Wirtschaftsgebäude | Zweiständerbau in Fachwerk mit Backsteinausfachung, unter reetgedecktem Walmdach. Wirtschaftsgiebel mit kräftigen Hauptständern, Kopfbändern, breiten Gefachen und gekehlten Knaggen. Einseitiger Schuppenvorbau am Wirtschaftsgiebel. Erbaut 1781 (i) vom Meister CW. | 30902919 | BW   |
| Rehfingerstraße 4 53° 27′ 3″ N, 9° 23′ 3″ O | Schule                    | Die ehemalige Volksschule von Brest liegt traufständig an der Rehfingerstraße. Es handelt sich um einen schlichten Putzbau unter pfannengedecktem Krüppelwalmdach. Erbaut 1911 (i).                                                                                    | 30902936 | BW   |
| Ringstraße 12 53° 26′ 55″ N, 9° 23′ 6″ O    | Wohn-/ Wirtschaftsgebäude | Zweiständerhaus in Fachwerk mit Backsteinausfachung, unter reetgedecktem Satteldach, am Wohngiebel als Halbwalm herabgezogen. Errichtet in der Mitte des 19. Jahrhunderts.                                                                                             | 30902955 | BW   |

## Reith

### Einzelbaudenkmale
| Lage                                 | Bezeichnung               | Beschreibung | ID       | Bild |
| ------------------------------------ | ------------------------- | --- | -------- | ---- |
| Reith 11 53° 25′ 55″ N, 9° 21′ 18″ O | Wohn-/ Wirtschaftsgebäude | Großer Zweiständerbau mit kräftigen Erdgeschosshölzern und Backsteinausfachung. Unter Satteldach, mit Zwerchhaus in der nördlichen Dachfläche. Südlich ein seitlicher massiver Anbau mit Pfannendach. Grotdör des Wirtschaftsgiebels mit geschwungenem Bogen. Errichtet 1797 (i) vom Meister Christoph Oerding (CO). | 30902988 | BW   |

## Wohlerst

### Einzelbaudenkmale
| Lage                                      | Bezeichnung               | Beschreibung | ID       | Bild |
| ----------------------------------------- | ------------------------- | --- | -------- | ---- |
| Dorfstraße 44 53° 25′ 25″ N, 9° 24′ 15″ O | Wohn-/ Wirtschaftsgebäude | Zweiständerbau in Fachwerk mit Backsteinausfachung unter reetgedecktem Halbwalmdach. Ausbildung des Wirtschaftsgiebels mit kräftigen Hauptständern und K-Verstrebungen. Errichtet 1797 (i) durch den Meister PW. | 30903041 | BW   |